# Leopold III van Oostenrijk (markgraaf)

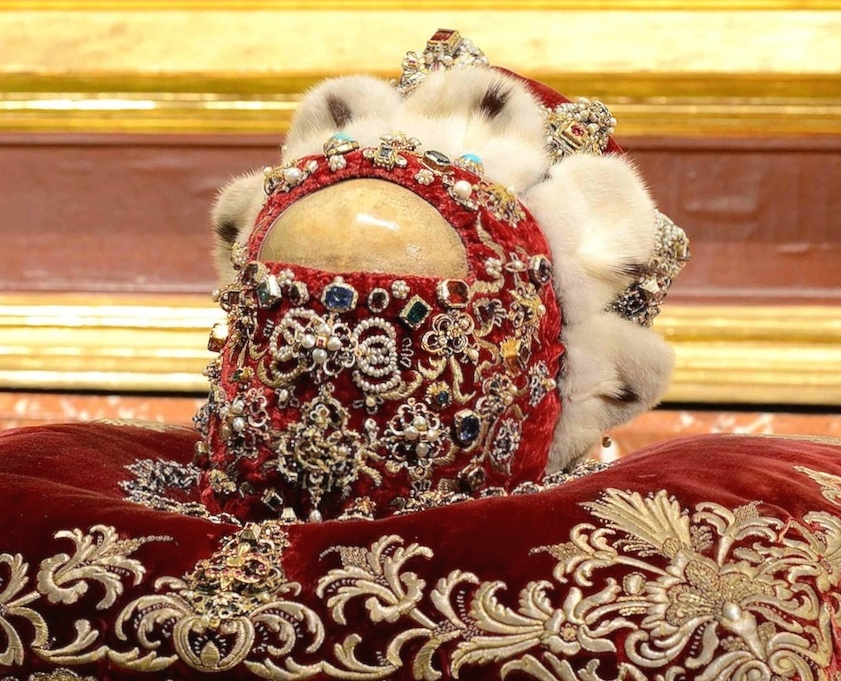
Schedel relikwie van Leopold III van Oostenrijk, klooster van Klosterneuburg

Leopold III van Oostenrijk bijgenaamd Leopold de Goede (1073 - Klosterneuburg, 15 november 1136) was markgraaf van Oostenrijk.

## Levensloop
Leopold, die uit het huis Babenberg stamde, was de oudste zoon van markgraaf Leopold II van Oostenrijk en Ida van Cham. Het huis Babenberg was afkomstig uit Beieren, waar de familie in de 10e eeuw kon groeien in prominentie. 
In 1096 volgde hij zijn vader op als markgraaf van Oostenrijk. Hij huwde tweemaal. Het is niet bekend hoe zijn eerste vrouw heette, maar ze was afkomstig uit het huis Perg. Nadat zijn eerste vrouw in 1105 overleed, hertrouwde hij in 1106 met Agnes van Waiblingen van het huis der Hohenstaufen. Dit was de zus van Heilig Rooms keizer Hendrik V, die in 1105 zijn vader Hendrik IV had afgezet. De connecties met de heerser van het Heilig Roomse Rijk deed de prominentie van het huis Babenberg nog meer toenemen. Agnes zelf, die voor haar huwelijk met Leopold getrouwd was met Frederik I van Zwaben, was dan weer de moeder van Rooms-koning  Koenraad III. 
In 1125 kreeg Leopold de vraag om keizer van het Heilig Roomse Rijk te worden, maar weigerde de functie echter. Als markgraaf van Oostenrijk richtte Leopold heel wat kloosters op. In 1136 stierf hij en werd begraven in het klooster van Klosterneuburg, dat hij zelf had opgericht. Klosterneuburg was de residentiestad van Leopold en Agnes. De ontbossing van het Wienerwald was ingezet onder Leopolds regering en liep nadien verder.

## Heilige Leopold
In 1485 werd Leopold door paus Innocentius VIII heilig verklaard. Zijn naamdag valt op 15 november, wat aan de oorsprong ligt van Koningsdag in België op 15 november. Op 15 november wordt er eeuwenlang een volksfeest in Klosterneuburg gehouden. In 1663 werd Leopold de patroonheilige van Oostenrijk door toedoen van zijn naamgenoot de Habsburger keizer Leopold I.

## Nakomelingen
Uit zijn eerste huwelijk werd één zoon geboren:
- Adalbert de Vrome (1098-1138)

Uit zijn tweede huwelijk met Agnes van Waiblingen, weduwe van Frederik I van Zwaben, werden waarschijnlijk tien kinderen geboren:
- Leopold IV (1108-1141), markgraaf van Oostenrijk en hertog van Beieren
- Jutta (1110-1154), gehuwd met Liotold van Plain
- Agnes (1111-1163), gehuwd met hertog Wladislaus II van Polen
- Hendrik II (1112-1177), markgraaf van Oostenrijk
- Otto van Freising (1112-1158), bisschop van Feising
- Koenraad van Babenberg (1115-1168), aartsbisschop van Salzburg
- Gertrudis (1118-1150), gehuwd met hertog Wladislaus II van Bohemen
- Judith (1120-na 1168), gehuwd met Willem V van Monferrato
- Elisabeth (1123-1143), gehuwd met Herman II van Winzenburg, markgraaf van Meissen en landgraaf van Thüringen
- Bertha (1124-1160), gehuwd met Hendrik III van Regensburg

## Voorouders
| Voorouders van Leopold III van Oostenrijk (1073–1136) | Voorouders van Leopold III van Oostenrijk (1073–1136)                | Voorouders van Leopold III van Oostenrijk (1073–1136)                | Voorouders van Leopold III van Oostenrijk (1073–1136)                | Voorouders van Leopold III van Oostenrijk (1073–1136)                | Voorouders van Leopold III van Oostenrijk (1073–1136)            | Voorouders van Leopold III van Oostenrijk (1073–1136)            | Voorouders van Leopold III van Oostenrijk (1073–1136)            | Voorouders van Leopold III van Oostenrijk (1073–1136)            |
| ----------------------------------------------------- | -------------------------------------------------------------------- | -------------------------------------------------------------------- | -------------------------------------------------------------------- | -------------------------------------------------------------------- | ---------------------------------------------------------------- | ---------------------------------------------------------------- | ---------------------------------------------------------------- | ---------------------------------------------------------------- |
| Overgrootouders                                       | Adalbert van Oostenrijk (985–1055) ∞ Glismod van Hamaland (975-1040) | Adalbert van Oostenrijk (985–1055) ∞ Glismod van Hamaland (975-1040) | Dedi I van Lausitz (1010–1075) ∞ Oda (-)                             | Dedi I van Lausitz (1010–1075) ∞ Oda (-)                             | ? (–) ∞ ? (–)                                                    | ? (–) ∞ ? (–)                                                    | ? (–) ∞ ? (–)                                                    | ? (–) ∞ ? (–)                                                    |
| Grootouders                                           | Ernst de Strijdbare (1027–1075) ∞ Adelheid van Eilenburg (1030-1071) | Ernst de Strijdbare (1027–1075) ∞ Adelheid van Eilenburg (1030-1071) | Ernst de Strijdbare (1027–1075) ∞ Adelheid van Eilenburg (1030-1071) | Ernst de Strijdbare (1027–1075) ∞ Adelheid van Eilenburg (1030-1071) | Rapoto IV van Passau (–) ∞ Mathilde (-)                          | Rapoto IV van Passau (–) ∞ Mathilde (-)                          | Rapoto IV van Passau (–) ∞ Mathilde (-)                          | Rapoto IV van Passau (–) ∞ Mathilde (-)                          |
| Ouders                                                | Leopold II van Oostenrijk (1050–1095) ∞ Ida van Cham (1055–1101)     | Leopold II van Oostenrijk (1050–1095) ∞ Ida van Cham (1055–1101)     | Leopold II van Oostenrijk (1050–1095) ∞ Ida van Cham (1055–1101)     | Leopold II van Oostenrijk (1050–1095) ∞ Ida van Cham (1055–1101)     | Leopold II van Oostenrijk (1050–1095) ∞ Ida van Cham (1055–1101) | Leopold II van Oostenrijk (1050–1095) ∞ Ida van Cham (1055–1101) | Leopold II van Oostenrijk (1050–1095) ∞ Ida van Cham (1055–1101) | Leopold II van Oostenrijk (1050–1095) ∞ Ida van Cham (1055–1101) |